# Groove Coverage
Groove Coverage är ett tyskt eurotrance-band. Groove Coverage består av frontfigurerna DJ Novus, Melanie Munch mer känd som Mell (frontsångare) och Verena Rehm (tidigare scenartist, doa samt ibland frontsångare). Producenter är Axel Konrad och Ole Wierk. Bandet har haft hits runt hela världen, särskilt i  Tyskland, och har även haft ett radioprogram i Nordamerika, särskilt med hitlåten "Poison". De har skapat populära remixer av en mängd låtar som till exempel "Love is an Angel" av Sylver, "Come With Me" av Special D, samt "Ass Up!" av Baracuda.
Groove Coverage har gett ut fyra album i Tyskland, Covergirl (2002), 7 Years and 50 Days (2004), 21st Century (2006) och Riot on the Dancefloor (2012). De har även gett ut samlingsalbumet Best of (2005) och ett speciellt kanadensiskt album kallat Groove Coverage, som inkluderar deras största hits i Kanada. I USA, har de gett ut ett album kallat Groove Coverage: Greatest Hits.
Ett flertal av bandets sånger har varit coverversioner eller vad man kan kalla reimagined conversions av andras sånger. Groove Coverage släppte en coverversion av Mike Oldfields "Moonlight Shadow", och även en dance cover-version av Alice Coopers "Poison". På deras album 21st Century inkluderades en version av Bad Religions 21st Century (Digital Boy) benämnd 21st Century Digital Girl. Denna låt hade samma grundform som den tidigare men annan text för att spegla skillnaden i genus i sången (refererande till sånt som bröstimplantat och Botox-injektioner).
Före releasen av den första singeln "Holy Virgin" före deras album 21st Century läckte en Groove Coverage-låt benämnd "On the Radio" ut på Internet i olika versioner via olika fildelningssajter. Denna sång var inte låten med samma namn på albumet. Detta var ett försök hindra fildelning av den aktuella singeln genom att "förpesta" nätet med en annan sång med samma namn. Den felande låten som släpptes först finns dock med på albumet under namnet "Let It Be".

## Diskografi

### Album
- Covergirl (2002)
- 7 Years and 50 Days (2004)
- 21st Century (7 juli 7 2006)
- Riot on the Dancefloor (30 mars 2012)

### Samlingsalbum
- Best of Groove Coverage (CD + DVD) (31 maj 2005)
- Best of Groove Coverage: The Ultimate Collection (3 CD) (2005) (Hongkong)
- Greatest Hits (2006) (USA)
- Greatest Hits (2 CD) (november 2007)
- Poison (The Best Of Groove Coverage) (Japan)
- The Definitive Greatest Hits & Videos  (2008) (Singapore)

### Singlar
- "Hit Me" (1999)
- "Are U Ready" (2000)
- "Moonlight Shadow" (2001) - cover
- "God is a Girl" (2002)
- "Poison" (2003) - cover
- "The End" (2003)
- "7 Years and 50 Days" (2004)
- "Runaway" (2004)
- "She" (2004)
- "Holy Virgin" (2005) - en engelsk coverversion av sången "Fata Morgana", ursprungligen framförd av den österrikiska gruppen Erste Allgemeine Verunsicherung 1986.
- "On the Radio" (17 mars 2006) - en cover av "Mann im Mond" framförd av Die Prinzen
- "21st Century Digital Girl" (23 juni 2006) - en replika till Bad Religions "21st Century (Digital Boy)".
- "Because I Love You" (14 september 2007)
- "Innocent" (2010)
- "Angeline" (2011)
- "Think About the Way" (2012)
- "Riot on the Dancefloor" (2012)
- "Wake Up" (2017)

### Remixer
- Chupa – "Arriba" (2001)
- DJ Valium – "Bring the Beat Back" (2002)
- X-Perience – "It's a Sin" (2002)
- Special D – "Come with Me" (2002)
- Silicon Bros – "Million Miles from Home" (2002)
- Seven – "Spaceman Came Traveling" (2003)
- DJ Cosmo – "Lovesong" (2003)
- Sylver – "Livin' My Life" (2003)
- Mandaryna – "Here I Go Again" (2004)
- Sylver – "Love Is an Angel" (2004)
- Baracuda – "Ass Up!" (2005)
- Melanie Flash – "Halfway to Heaven" (2006)
- N-Euro – "Lover on the Line" (2006)
- Max Deejay vs. DJ Miko – "What's Up" (2006)
- Baracuda – "La Di Da" (2007)
- DJ Goldfinger – "Love Journey Deluxe" (2008)
- Arnie B – "Another Story" (2008)
- Arsenium – "Rumadai" (2008)
- Master Blaster – "Everywhere" (2008)
- N.I.N.A – "No More Tears" (2008)
- Ayumi Hamasaki – "Vogue" (2011)
- Within Temptation – "Sinéad" (2011)
- Linda Teodosiu – "Alive" (2011)
- DJane Housekat feat. Rameez – "My Party" (2012)